# This Is Your Night
This Is Your Night (em português:  Essa É sua Noite) é o álbum de estreia da cantora de dance-pop Amber. O álbum foi lançado em 25 de Novembro de 1996 pela gravadora Tommy Boy Records. 
O primeiro single do álbum, "This Is Your Night" foi lançado em 1996 antes do lançamento do álbum. Rapidamente a canção se tornou um hit no mundo inteiro, passando pelas paradas de músicas dance e entrando na Billboard Hot 100 dos Estados Unidos, alcançando a posição #24 na parada e também alcançou a posição #40 no Adult Top 40. A canção alcançou a posição #11 no ARIA Charts, parada da Austrália, e #40 na Nova Zelândia. A canção também apareceu no filme A Night at the Roxbury, assim como aparece na trilha sonora do mesmo.
O segundo single do álbum, "Colour of Love", foi lançado em 1996, e alcançou a posição #74 na Billboard Hot 100, consideravelmente inferior a canção "This Is Your Night". Chegou a posição #31 na Nova Zelândia.
Um remix da canção "One More Night" feita pelo produtor de música dance Hani foi lançado como o terceiro single do álbum. Alcançou a posição #58 na Billboard Hot 100.

## Faixas
| N.º | Título                           | Duração |  |
| 1.  | "This Is Your Night"             | 4:01    |  |
| 2.  | "Move Your Body"                 | 3:28    |  |
| 3.  | "Colour of Love"                 | 3:32    |  |
| 4.  | "You Are the One"                | 4:00    |  |
| 5.  | "One More Night"                 | 3:29    |  |
| 6.  | "Push It to the Limit"           | 4:22    |  |
| 7.  | "Being with You"                 | 4:16    |  |
| 8.  | "Hold My Body Tight"             | 3:25    |  |
| 9.  | "Can You Feel the Love"          | 3:50    |  |
| 10. | "Losing Myself in Your Love"     | 3:50    |  |
| 11. | "Let It Rain"                    | 4:16    |  |
| 12. | "This Is the Right Time"         | 3:18    |  |
| 13. | "This Is Your Night" (House Mix) | 4:01    |  |
| 14. | "Colour of Love" (House Mix)     | 3:32    |  |

## Desempenho nas paradas musicais
| Parada musical (1997)            | Melhor posição |
| -------------------------------- | -------------- |
| Estados Unidos (Top Heatseekers) | 49             |
| Nova Zelândia (RIANZ)            | 44             |